# شولنت
شولنت (عبری: חמין; ییدیشی: טשאָלנט,  طشالنط tšolnt) یکی از غذاهای خاص در آشپزی یهودی است که در صبح شبات مورد استفاده یهودیان قرار می‌گیرد. از آنجایی که آشپزی در روز شبات ممنوع است، برای حل این مشکل و برای این که غذا در روز شبات به صورت سرد مصرف نشود، یهودیان اروپای شرقی غذای شولنت را ابداع کردند که یک نوع تاس کباب، شامل حبوبات، جو، سیب‌زمینی و گوشت گاو می‌باشد، به طوری که پخت آن از قبل از شبات آغاز می‌شود و به صورت آهسته و نیم جوش تا شبات ادامه می‌یابد.